# Anna Comnena Ducaina
Anna Comnena Ducaina (nota anche come Agnese; ... – 4 febbraio 1286) è stata una principessa bizantina, figlia di Michele II d'Epiro e Teodora di Arta. Fu principessa e reggente di Acaia come moglie di Guglielmo II di Villehardouin e baronessa regnante di Calamata.

## Biografia
Figlia di Michele II d'Epiro e di Teodora di Arta, nel 1258 sposò Guglielmo II di Villehardouin, principe di Acaia. Nella stessa cerimonia, tenutasi a Patrasso, sua sorella Elena sposò Manfredi, re di Sicilia. Entrambi i matrimoni facevano parte di una rete politica che vedeva l'Epiro e gli stati latini contrapposti all'Impero di Nicea per l'eredità bizantina, ma fu proprio quest'ultimo a trionfare nel 1259, dopo la battaglia di Pelagonia.
Guglielmo e i suoi baroni furono tra i prigionieri, così Anna governò Acaia come reggente, con l'ausilio di Guido I de la Roche, duca di Atene. Michele VIII di Nicea offrì a Guglielmo la libertà in cambio di una porzione del principato, cosa che accettò solo nel 1261, dopo la riconquista di Costantinopoli da parte di Michele. La cessione fu ratificata a Tegea dal cosiddetto "Parlamento delle Dame", presieduto da Anna. Nel 1262 Guglielmo fu liberato in cambio di Monemvasia, Mystras e Maina.
Anna rimase vedova nel 1278. Mentre il principato passo a Carlo I d'Angiò in virtù del trattato di Viterbo, Anna ereditò la baronia di Calamata e la fortezza di Chlemoutsi.
Nel 1280, si risposò con Niccolò II di Saint-Omer, signore di Tebe. L'unione preoccupò Carlo I, dal momento che Niccolò era fra i suoi vassalli più potenti e l'eredità di Anna comprendeva i territori migliori di Acaia, così Anna accettò di cedere la sua eredità in cambio della Messenia.
Morì il 4 febbraio 1286 e venne sepolta nella Chiesa di San Giacomo ad Andravida, accanto al suo primo marito.

## Discendenza
Dal suo primo marito, Anna ebbe due figlie:
- Isabella (1263 - 1312). Principessa regnante di Acaia, sposò Filippo d'Angiò, figlio di Carlo I.
- Margherita (1266 - 1315). Cercò, senza successo, di reclamare il principato dopo la morte della sorella, contestando la successione della nipote Matilde.

## Ascendenza
|                      |   |                 | Genitori |  |  | Nonni |  |  | Bisnonni       |  |  | Trisnonni         |  |
|                      |   |                 |          |  |  |       |  |  | Giovanni Ducas |  |  | Costantino Angelo |  |
|                      |   |                 |          |  |  |       |  |  | Giovanni Ducas |  |  | Costantino Angelo |  |
|                      |   | Teodora Comnena |          |  |  |       |  |  | Giovanni Ducas |  |  |                   |  |
| Michele I d'Epiro    |   |                 |          |  |  |       |  |  | Giovanni Ducas |  |  |                   |  |
|                      |   | …               | …        |  |  |       |  |  |                |  |  |                   |  |
|                      |   | …               | …        |  |  |       |  |  |                |  |  |                   |  |
|                      |   | …               | …        |  |  |       |  |  |                |  |  |                   |  |
| Michele II d'Epiro   |   | …               |          |  |  |       |  |  |                |  |  |                   |  |
|                      |   | …               | …        |  |  |       |  |  |                |  |  |                   |  |
|                      |   | …               | …        |  |  |       |  |  |                |  |  |                   |  |
|                      |   | …               | …        |  |  |       |  |  |                |  |  |                   |  |
| Melissena            |   | …               |          |  |  |       |  |  |                |  |  |                   |  |
|                      |   | …               | …        |  |  |       |  |  |                |  |  |                   |  |
|                      |   | …               | …        |  |  |       |  |  |                |  |  |                   |  |
|                      |   | …               | …        |  |  |       |  |  |                |  |  |                   |  |
| Anna Comnena Ducaina |   | …               |          |  |  |       |  |  |                |  |  |                   |  |
|                      | … | …               |          |  |  |       |  |  |                |  |  |                   |  |
|                      | … | …               |          |  |  |       |  |  |                |  |  |                   |  |
|                      | … | …               |          |  |  |       |  |  |                |  |  |                   |  |
| Giovanni Petralife   | … |                 |          |  |  |       |  |  |                |  |  |                   |  |
|                      |   | …               | …        |  |  |       |  |  |                |  |  |                   |  |
|                      |   | …               | …        |  |  |       |  |  |                |  |  |                   |  |
|                      |   | …               | …        |  |  |       |  |  |                |  |  |                   |  |
| Teodora di Arta      |   | …               |          |  |  |       |  |  |                |  |  |                   |  |
|                      |   | …               | …        |  |  |       |  |  |                |  |  |                   |  |
|                      |   | …               | …        |  |  |       |  |  |                |  |  |                   |  |
|                      |   | …               | …        |  |  |       |  |  |                |  |  |                   |  |
| Elena                |   | …               |          |  |  |       |  |  |                |  |  |                   |  |
|                      |   | …               | …        |  |  |       |  |  |                |  |  |                   |  |
|                      |   | …               | …        |  |  |       |  |  |                |  |  |                   |  |
|                      |   | …               | …        |  |  |       |  |  |                |  |  |                   |  |
|                      |   | …               |          |  |  |       |  |  |                |  |  |                   |  |